# Apollo insurance covers

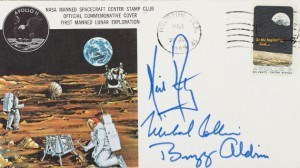
Apollo 11 Insurance Cover, assinado por Neil Armstrong, Michael Collins e Buzz Aldrin.

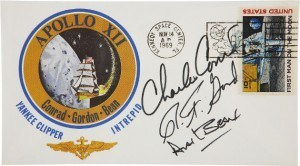
Apollo 12 Insurance Cover, assinado por Charles Conrad, Richard Gordon e Alan Bean.

Os Apollo Insurance Covers, como são conhecidos, são postais de correio assinados por astronautas das missões Apollo, antes das suas missões. A tradição começou na missão Apollo 11 e acabou na Apollo 16. A ideia surgiu porque a capacidade dos astronautas conseguirem um seguro de vida era muito limitada, devido ao risco que as suas missões envolviam. Então, os astronautas decidiram assinar centenas de postais, sabendo que caso não voltassem nalguma das suas missões, o valor dos postais iria valorizar imenso, e as suas famílias poderiam leiloa-los para obterem alguns fundos, substituindo assim o tradicional seguro de vida. Os astronautas confiavam os postais autografados a uma pessoa, que depois cancelava os selos no dia do lançamento, e/ou no dia da alunagem.
Há três variações de postais da missão Apollo 11,dois da Apollo 12, dois da Apollo 13, dois da Apollo 14, um da Apollo 15 e um da Apollo 16.
Além das centenas de postais autografados (“Insurance Covers”), foram ainda criados para cada uma das 6 missões Apollo, milhares de cópias não autografadas. Estas copias não serviriam para propósitos de seguro, e tal como os Insurance Covers, continham um selo dos correios, que após as missões foram cancelados, e os postais vendidos a colecionadores e entusiastas, que os denominaram de “Insurance-Type Covers”. Muitos dos colecionadores adquiriram estes postais não assinados e pediam eles próprios aos astronautas das diferentes missões que os assinassem pessoalmente.